# Павел Липранди
Павел Петрович Липранди е руски генерал-лейтенант от кавалерията и пехотата, по-малък брат на Иван Липранди и герой от Кримската война.
Той командва неуспешния опит за руско настъпление в Балаклавското сражение на 25 октомври 1854 година.